# Big Bud

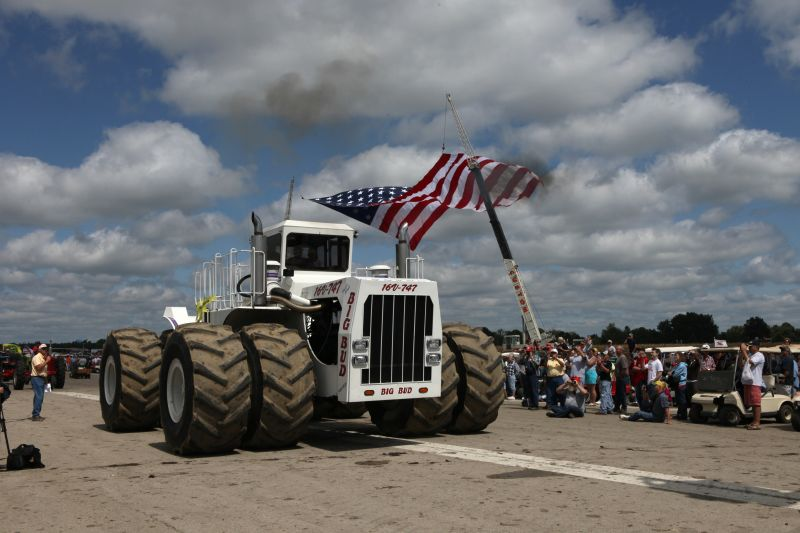
Big Bud 747, 's werelds grootste tractor

Big Bud Tractors Inc. (1961-1992) was een merk van tractoren. Het merk werd in 1961 opgericht in Havre (Montana). In 1969 werd de Northern Manufacturing Company, een dochterbedrijf van Big Bud, gevormd met het doel te voorzien in de vraag naar kwalitatief uitstekende, zware tractoren met vierwielaandrijving en groot vermogen. Het oorspronkelijke Big-Bud-ontwerp werd op een aantal punten vernieuwd. Zo kreeg het model een gepatenteerde kantelcabine en motorkap voor het gemakkelijk bereiken van de motor en een nieuwe transmissie en hydraulica, en een eenvoudig schuifsysteem voor het verwijderen van de motor.
De uitstekende prestatie van de Big Bud ging gepaard met gemak van onderhoud en een gemakkelijke toegang tot de belangrijkste inspectiepunten.
In 1974 verschenen modellen met motoren van 300 en 350 pk. Nagenoeg alle trekkers vonden afzet bij boeren in Montana.
Nadat in 1977 Northern Manufacturing een nieuwe fabriek in gebruik nam besloeg het afzetgebied inmiddels ook Californië, Hawaï en andere Amerikaanse staten, evenals Canada, Australië en Iran.
In 1978 bouwde Northern Manufacturing de 'Biggest Big Bud' ooit, de 16V 747. De tractor werd aangedreven door een zestiencilindermotor van Detroit Diesel en beschikte over een Twin Disc powershift-transmissie. 
Begin de jaren tachtig maakten vele fabrikanten financieel een moeilijke tijd door en ook Big Bud ontsprong de dans niet. In 1985 kocht Meissner Brothers uit Chester, Montana, de bedrijfsmiddelen van Northern Manufacturing, Big Bud Tractors Inc. en Big Bud Industries Inc. Hoewel Meissner nog een grote Big Bud bouwde was de ondergang voor het merk onafwendbaar.
De laatste Big Bud verliet in 1992 de fabriek.